# Dieter Müller (Karambolagespieler)
Dieter Müller (* 2. Februar 1943 in Berlin) ist ein deutscher Karambolagebillardspieler.

## Leben
Aufgewachsen im Berlin der Nachkriegszeit hatte Müller keine einfache Jugend. Sein Vater verschwand in den Wirren der Nachkriegszeit, und so musste seine Mutter ihre drei Kinder alleine durchbringen. Dieter Müller machte eine Lehre als Dreher. Im Sport versuchte er sich als Fußballer und als Basketballer. Zum Billard kam er als Zeitungsausträger in den Kneipen Berlins. Problematisch war es, Beruf und sein Hobby Billard unter einen Hut zu bringen. Um sich konzentriert auf seine Turniere vorbereiten zu können, kündigte er mehrmals seine Stellung. Mit 23 Jahren lieh er sich von Freunden 50.000 Mark und eröffnete einen Billardsaal. Nunmehr hatte er optimale Voraussetzungen zum Training.

## Karriere
Sein erstes großes Turnier spielte Dieter Müller bei den Junioren. Bei der Europameisterschaft vom 13. bis 16. Dezember 1962 in Berlin wurde er Dritter. Es siegte der Belgier Ludo Dielis, mit dem er in den nächsten Jahren noch oft zu tun hatte. Bei den Senioren spielte er sein erstes großes Turnier bei der Deutschen Meisterschaft im Cadre 47/2 vom 13. bis 16. Februar 1964 in Berlin. Dort belegte er den dritten Platz. Den ersten deutschen Meistertitel errang er bei der Cadre 71/2 Meisterschaft vom 21. bis 22. Januar 1967 in Düsseldorf. Diese Spielart sollte auch die Paradedisziplin seiner Billardlaufbahn werden. Insgesamt brachte er es auf 32 deutsche Meistertitel.
International begann seine Karriere bei den Senioren in Heerlen in den Niederlanden. Bei der Cadre-71/2-EM vom 16. bis 19. März 1967 belegte er aber nur den achten, und damit letzten Platz. Sieger wurde damals der legendäre Franzose Jean Marty vor dem Belgier Raymond Ceulemans. Zwei Jahre später, wieder in den Niederlanden, in Maassluis wurde er erstmals Europameister bei der Cadre-47/1-EM vom 8. bis 11. Mai 1969. Weitere sieben Europatitel folgten. Die größte Leistung vollbrachte Müller bei der Cadre-71/2-EM vom 16. bis 19. März 1978 in Straßburg. Mit seiner Weltbestleistung von 95,45 im Durchschnitt spielte besser als Jean Marty bei der Cadre-71/2-WM in Brügge. Der damals aufgestellte Weltrekord von 92,30 galt als Jahrhundert-Rekord.
Nicht nur bei Europameisterschaften, sondern auch bei Weltmeisterschaften waren die Erfolge von Dieter Müller außergewöhnlich. Mit vier Einzel-Weltmeistertiteln ist er nach wie vor der erfolgreichste deutsche Billardsportler. Seine erste Teilnahme an einer WM führte ihn nach Düsseldorf. Bei der Cadre-71/2-WM vom 6. bis 10. September 1967 wurde er sehr guter Fünfter. Es siegte der starke Argentinier Osvaldo Berardi vor Raymond Ceulemans und Jean Marty. Auf seinen ersten WM-Titel musste Müller aber noch zehn Jahre warten. Dann war es aber geschafft. Bei der Fünfkampf-WM vom 14. bis 21. Mai in Deurne in Antwerpen, der Heimatstadt von Ludo Dielis, siegte er vor den beiden überragenden belgischen Allroundern Raymond Ceulemans und Ludo Dielis. Den Titel konnte er in der nächsten Saison in Santiago de Chile verteidigen. Zu dieser Zeit war Müller im Cadre 71/2 fast unschlagbar. Folglich gewann er 1977 in Berlin und 1978 in Bochum auch den WM-Titel.
Als 1986 von der BWA der Dreiband-Weltcup gegründet wurde, war Müller als einziger Deutscher von Anfang an als Profi dabei. Als gesetzter Spieler war er stets für das Hauptfeld qualifiziert. Die Erfolge wie in den klassischen Disziplinen blieben aber aus. Seine beste Platzierung war ein zweiter Platz 1988 beim Weltcup-Turnier in Paris. 1990 zog er sich aus dem Weltcup und anderen Billardaktivitäten zurück und beendete seine Billardkarriere. Sein Billardcenter in Berlin gab er ebenfalls auf.

## Erfolge
- Weltmeister im Fünfkampf: Fünfkampf-WM 1977, 1978
- Weltmeister Cadre 71/2: Cadre-71/2-WM 1977, 1978
- Dreiband Grand Prix:  1987/1  1987/2, 1987/3
- Europameister im Fünfkampf: Fünfkampf-EM 1980
- Fünfkampf-Europameisterschaften für Nationalmannschaften:  1984  1971, 1975, 1979, 1981, 1990, 1992  1967
- Europameister Cadre 47/1: Cadre-47/1-EM 1969, 1970, 1975
- Europameister Cadre 47/2: Cadre-47/2-EM 1970
- Europameister Cadre 71/2: Cadre-71/2-EM 1977, 1978
- Deutscher Meister im Fünfkampf: 1976, 1977, 1979
- Deutscher Meister Cadre 47/1: 1970, 1974, 1975, 1977
- Deutscher Meister Cadre 47/2: 1968, 1973
- Deutscher Meister Cadre 71/2: 1967, 1968, 1971, 1973, 1976, 1977, 1978, 1979, 1980
- Deutscher Meister Einband: 1972, 1976, 1977, 1980, 1981
- Deutscher Meister Dreiband: 1974, 1975, 1976, 1978, 1980, 1982, 1984, 1985

Quellen:

## Auszeichnungen
Als vierter Billardspieler nach Walter Lütgehetmann, August Tiedtke und Siegfried Spielmann erhielt Müller 1974 und 1980 die höchste Auszeichnung im deutschen Sport, das Silberne Lorbeerblatt.